# Чирвінськіт
Чирвінськіт (рос. чирвинскит, англ. chirvinskite, нім. Chirvinskit m, Tschirwinshit m) – 
- 1. Твердий бітум із скарнів г. Сюєреш (Кавказ). Названий за прізвищем укр. і рос. рад. мінералога П.М.Чирвінського (В.Х.Платонов, 1941).

- 2. Мінерал, близький до шунгіту.

## Інтернет-ресурси
- Чирвінськіт